# ريك (فرقة موسيقية)
{
ريك (بالإسبانية:Reik) هي فرقة روك بوب مكسيكية من مكسيكالي ، باجا كاليفورنيا ، تم تشكيلها في عام 2003 من قبل خيسوس ألبرتو نافارو روساس (غناء رئيسي) ، وخوليو راميريز إيجويا (غيتار ، وغناء في الخلفية) ، وجيلبرتو مارين إسبينوزا (غيتار). تم تصنيف الألبومات الخمسة الأولى للمجموعة على أنها موسيقى البوب اللاتينية ، لكن المجموعة انتقلت منذ ذلك الحين إلى صوت أكثر تأثرًا بالمناطق الحضرية منذ عام 2015. حاز ريك على جائزة Latin Billboard Music ، وأربع جوائز من Los Premios MTV Latinoamérica وجائزة لاتيني Grammy.

## روابط خارجية
- موقع رسمي
- ماي سبيس الرسمية
- فيديوهات موسيقية من ريك